# Pedro Avilés Pérez
Artikeln följer den spanska namnseden; faderns efternamn är Avilés och moderns efternamn Pérez.
Pedro Avilés Pérez, gick under smeknamnet El León de la Sierra (svenska: Bergslejonet eller Puman), född 13 juli 1938 i Badiraguato i Sinaloa, död 15 september 1978 i Culiacán i Sinaloa, var en mexikansk knarkkung. Han beskrivs oftast som den första moderna smugglaren av marijuana och var den första som använde flygplan för att transportera narkotika till USA.
Den 15 september 1978 blev Avilés Pérez skjuten till döds av mexikanska federala poliser i staden Culiacán. 1980 grundades Cártel de Guadalajara av Rafael Caro Quintero, Miguel Ángel Félix Gallardo och Ernesto Fonseca Carrillo, samtliga var medlemmar inom Avilés Pérezs brottssyndikat, och var den dominanta drogkartellen fram till 1989.
Han var farbror till Joaquín Guzmán som var ledaren för världens mäktigaste drogkartell Cártel de Sinaloa mellan 1989 och 2017.